# Улица Степана Супруна
Улица Степа́на Супруна́ (в 1922—1965 — 1-й Красноармейский переулок) — улица в Северном административном округе города Москвы. Проходит от Ленинградского проспекта до Красноармейской улицы.
Нумерация домов ведётся от Ленинградского проспекта.
В 2014 году на улице введено одностороннее движение от Красноармейской улицы.

## Происхождение названия
Улица названа в 1965 году в честь лётчика-испытателя Степана Супруна (1907—1941). Ранее — 1-й Красноармейский переулок (1922).

## Примечательные здания и сооружения
По чётной стороне:
- № 4 — жилой дом. Здесь жили актёр Пётр Щербаков[3], советский государственный деятель, министр иностранных дел СССР Д. Т. Шепилов[4];
- № 12 — детский сад № 448.